# Javra gracilis
Javra gracilis là một loài tò vò trong họ Ichneumonidae.